# Al Khawr (gemeente)
Al Khawr (Arabisch: بلدية الخور) is een gemeente in Qatar.
Al Khawr telde in 2004 bij de volkstelling 31.547 inwoners.
Al Ghuwariyah · Al Jumaliyah · Al Khawr · Al Wakrah · Ar Rayyan · Ash Shamal · Doha · Jariyan al Batnah · Mesaieed · Umm Salal